# Le Fraysse
Le Fraysse  [frajsə] (en occitan, Lo Fraisse) est une commune française située dans le département du Tarn, en région Occitanie. Sur le plan historique et culturel, la commune est dans le Ségala, un territoire s'étendant sur les départements du Tarn et de l'Aveyron, constitué de longs plateaux schisteux, morcelés d'étroites vallées.
Exposée à un climat océanique altéré, elle est drainée par l'Assou, le Ruisseau de Blasou, le ruisseau de Cézens et par divers autres petits cours d'eau. La commune possède un patrimoine naturel remarquable composé d'une zone naturelle d'intérêt écologique, faunistique et floristique.
Le Fraysse est une commune rurale qui compte 420 habitants en 2022. Elle fait partie de l'aire d'attraction d'Albi. Ses habitants sont appelés les Frayssols ou  Frayssoles.

## Géographie

### Localisation
Commune située à l'est d'Albi, sur les premiers contreforts du Massif central.

### Communes limitrophes
Les communes limitrophes sont Alban, Ambialet, Paulinet, Saint-André et Villefranche-d'Albigeois.
|                          | Ambialet   |             |
| Villefranche-d'Albigeois | du Fraysse | Saint-André |
|                          | Paulinet   | Alban       |

Au sud-ouest, la commune de Teillet n'est qu'à 150 mètres du territoire communal.

### Voies de communication et transports
La commune est desservie par des lignes régulières du réseau régional liO : la ligne 708 la relie à Albi et à Lacaune ; la ligne 720 la relie à Albi et à Millau.

### Hydrographie
La commune est dans le bassin de la Garonne, au sein du bassin hydrographique Adour-Garonne. Elle est drainée par l'Assou, le ruisseau de Blasou, le ruisseau de Cézens, ravin du bouys, le ruisseau de Bacaud, le ruisseau de Cambounet, le ruisseau du Gazet, le ruisseau du Riou Vieil et par divers petits cours d'eau, qui constituent un réseau hydrographique de 34 km de longueur totale,.
L'Assou, d'une longueur totale de 36,7 km, prend sa source dans la commune et s'écoule du nord-est au sud-ouest. Il traverse la commune et se jette dans le Dadou à Laboutarié après avoir traversé 12 communes.
Le ruisseau de Blasou, d'une longueur totale de 12,7 km, prend sa source dans la commune d'Alban et s'écoule du sud-est vers le nord-ouest puis vers le nord. Il traverse la commune et se jette dans le Tarn à Ambialet, après avoir traversé 3 communes.

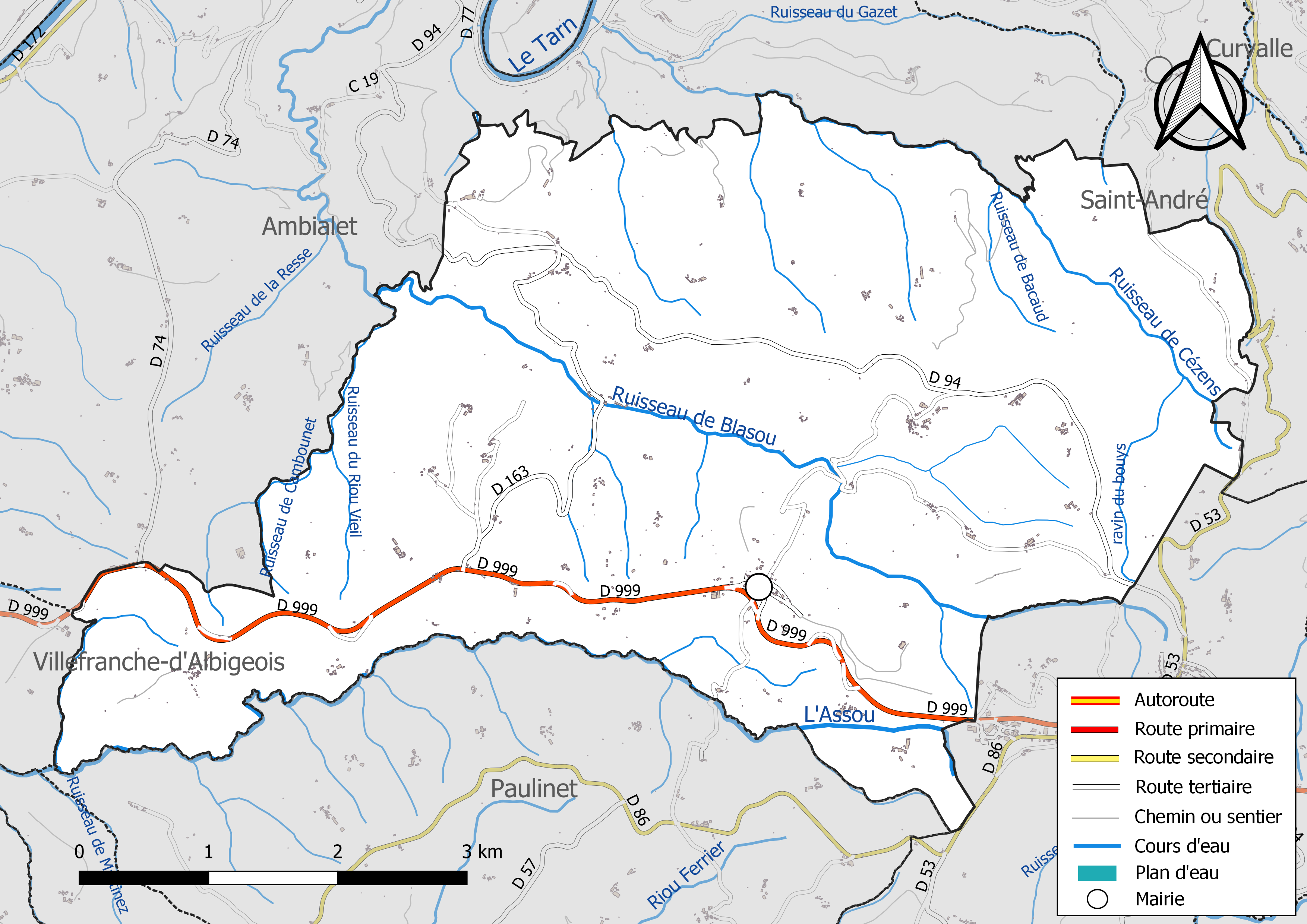
Réseaux hydrographique et routier duFraysse.

### Climat
Pour des articles plus généraux, voir Climat de l'Occitanie et Climat du Tarn.
En 2010, le climat de la commune est de type climat océanique altéré, selon une étude du Centre national de la recherche scientifique s'appuyant sur une série de données couvrant la période 1971-2000. En 2020, Météo-France publie une typologie des climats de la France métropolitaine dans laquelle la commune est toujours exposée à un climat océanique altéré et est dans la région climatique Sud-est du Massif Central, caractérisée par une pluviométrie annuelle de 1 000 à 1 500 mm, minimale en été, maximale en automne.
Pour la période 1971-2000, la température annuelle moyenne est de 11,4 °C, avec une amplitude thermique annuelle de 15,7 °C. Le cumul annuel moyen de précipitations est de 1 181 mm, avec 11,5 jours de précipitations en janvier et 6,5 jours en juillet. Pour la période 1991-2020, la température moyenne annuelle observée sur la station météorologique de Météo-France la plus proche, « Bastide Solages », sur la commune de La Bastide-Solages à 10 km à vol d'oiseau, est de 13,5 °C et le cumul annuel moyen de précipitations est de 950,8 mm. 
La température maximale relevée sur cette station est de 40 °C, atteinte le 29 juin 2019 ; la température minimale est de −13 °C, atteinte le 12 janvier 1987,,.
Les paramètres climatiques de la commune ont été estimés pour le milieu du siècle (2041-2070) selon différents scénarios d'émission de gaz à effet de serre à partir des nouvelles projections climatiques de référence DRIAS-2020. Ils sont consultables sur un site dédié publié par Météo-France en novembre 2022.

### Milieux naturels et biodiversité

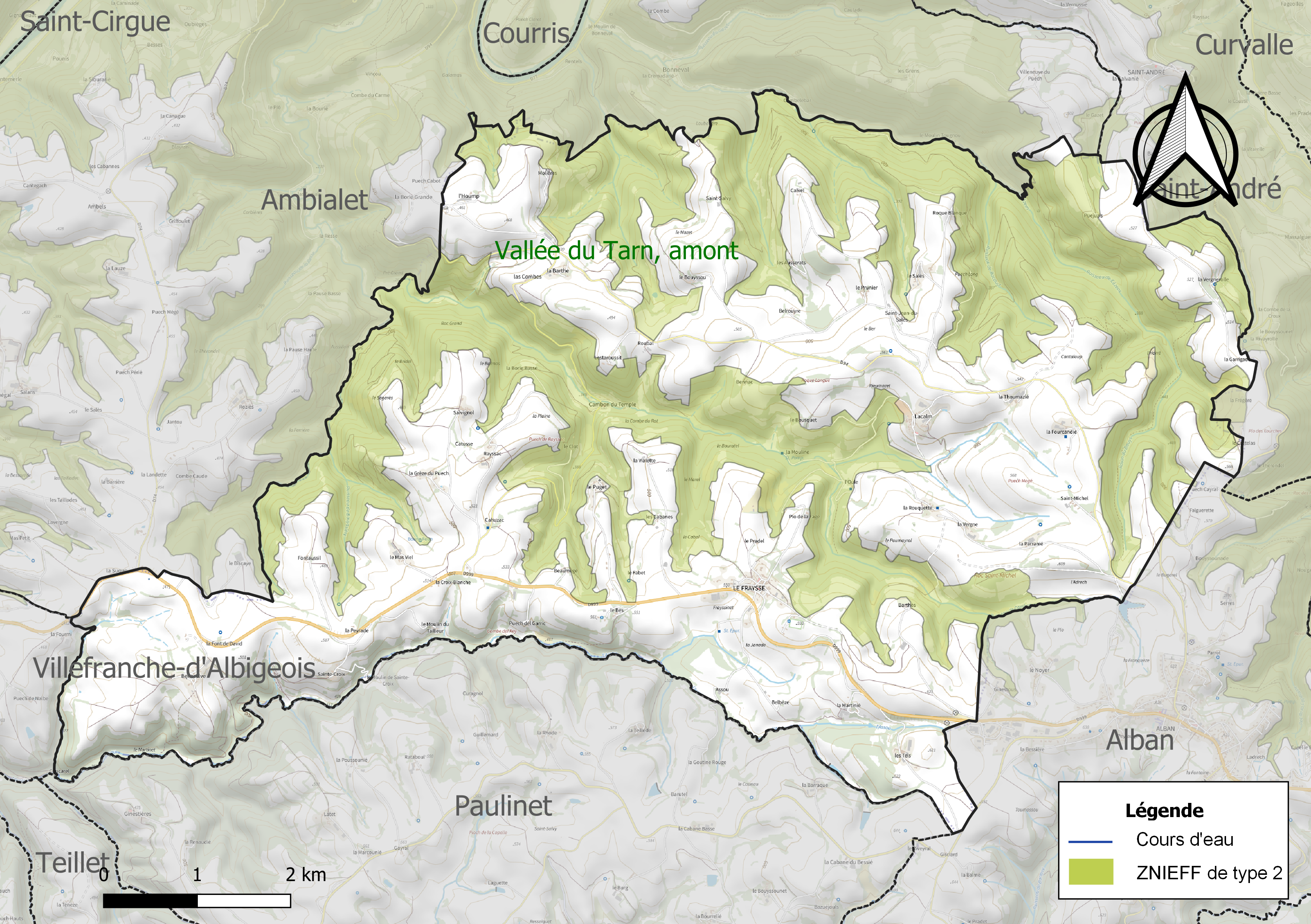
Carte de la ZNIEFF de type 2 localisée sur la commune.

L’inventaire des zones naturelles d'intérêt écologique, faunistique et floristique (ZNIEFF) a pour objectif de réaliser une couverture des zones les plus intéressantes sur le plan écologique, essentiellement dans la perspective d’améliorer la connaissance du patrimoine naturel national et de fournir aux différents décideurs un outil d’aide à la prise en compte de l’environnement dans l’aménagement du territoire.
Une ZNIEFF de type 2 est recensée sur la commune :
la « vallée du Tarn, amont » (36 322 ha), couvrant 57 communes dont 31 dans l'Aveyron, une dans la Lozère et 25 dans le Tarn.

## Urbanisme

### Typologie
Au 1er janvier 2024, Le Fraysse est catégorisée commune rurale à habitat très dispersé, selon la nouvelle grille communale de densité à sept niveaux définie par l'Insee en 2022.
Elle est située hors unité urbaine. Par ailleurs la commune fait partie de l'aire d'attraction d'Albi, dont elle est une commune de la couronne,. Cette aire, qui regroupe 91 communes, est catégorisée dans les aires de 50 000 à moins de 200 000 habitants,.

### Occupation des sols
L'occupation des sols de la commune, telle qu'elle ressort de la base de données européenne d’occupation biophysique des sols Corine Land Cover (CLC), est marquée par l'importance des territoires agricoles (64 % en 2018), une proportion sensiblement équivalente à celle de 1990 (64,7 %). La répartition détaillée en 2018 est la suivante : 
zones agricoles hétérogènes (58,5 %), forêts (36 %), prairies (5,5 %). L'évolution de l’occupation des sols de la commune et de ses infrastructures peut être observée sur les différentes représentations cartographiques du territoire : la carte de Cassini (XVIIIe siècle), la carte d'état-major (1820-1866) et les cartes ou photos aériennes de l'IGN pour la période actuelle (1950 à aujourd'hui).

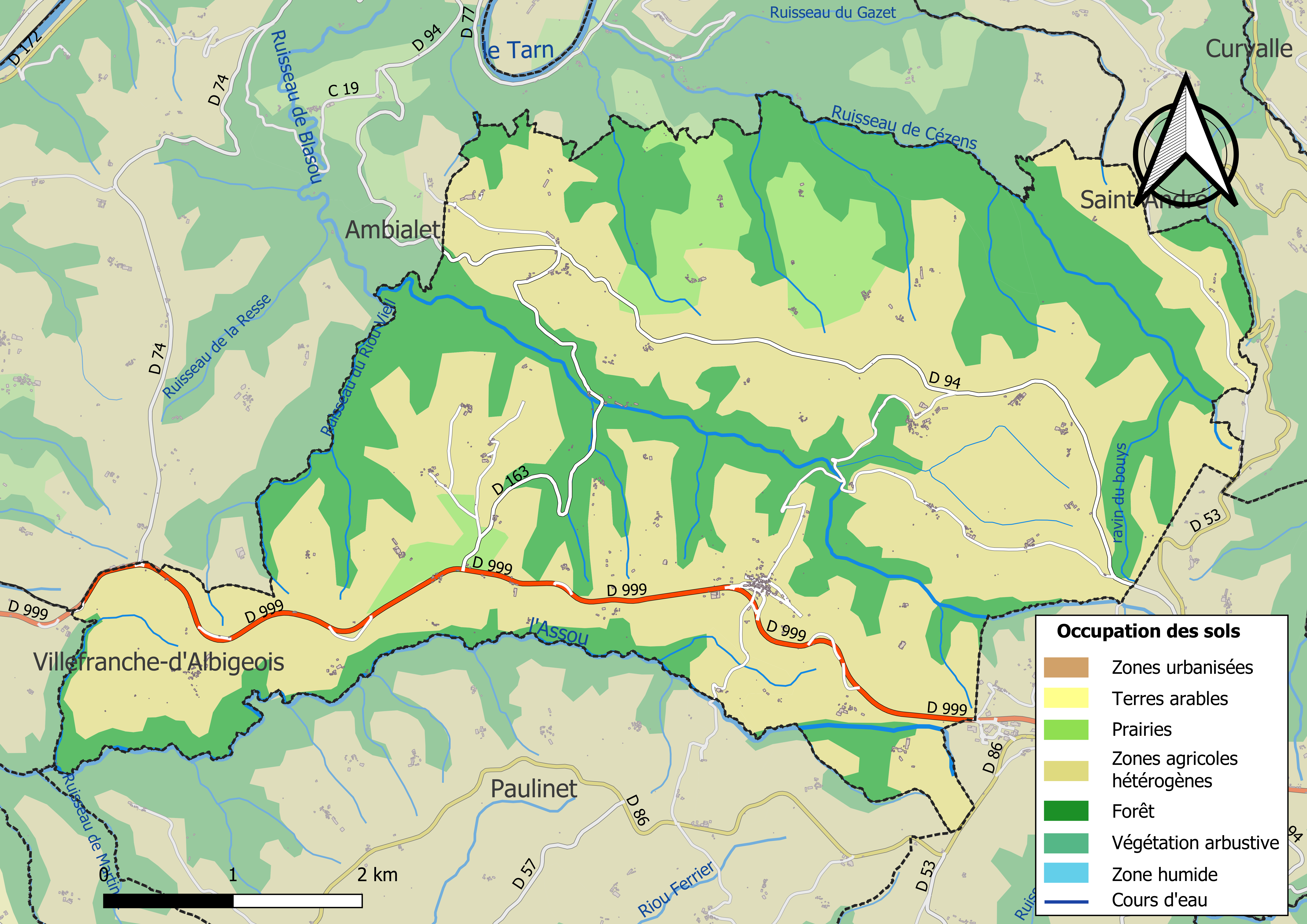
Carte des infrastructures et de l'occupation des sols de la commune en 2018 (CLC).

### Risques majeurs
Le territoire de la commune du Fraysse est vulnérable à différents aléas naturels : météorologiques (tempête, orage, neige, grand froid, canicule ou sécheresse), inondations, feux de forêts, mouvements de terrains et séisme (sismicité très faible). Il est également exposé à un risque technologique, le transport de matières dangereuses, et à un risque particulier : le risque de radon. Un site publié par le BRGM permet d'évaluer simplement et rapidement les risques d'un bien localisé soit par son adresse soit par le numéro de sa parcelle.

#### Risques naturels
Certaines parties du territoire communal sont susceptibles d’être affectées par le risque d’inondation par débordement de cours d'eau, notamment l'Assou et le ruisseau de Blasou. La cartographie des zones inondables en ex-Midi-Pyrénées réalisée dans le cadre du XIe Contrat de plan État-région, visant à informer les citoyens et les décideurs sur le risque d’inondation, est accessible sur le site de la DREAL Occitanie. La commune a été reconnue en état de catastrophe naturelle au titre des dommages causés par les inondations et coulées de boue survenues en 1982, 1992 et 2012,.
Le Fraysse est exposée au risque de feu de forêt du fait de la présence sur son territoire. En 2022, il n'existe pas de Plan de Prévention des Risques incendie de forêt (PPRif). Le débroussaillement aux abords des maisons constitue l’une des meilleures protections pour les particuliers contre le feu,.

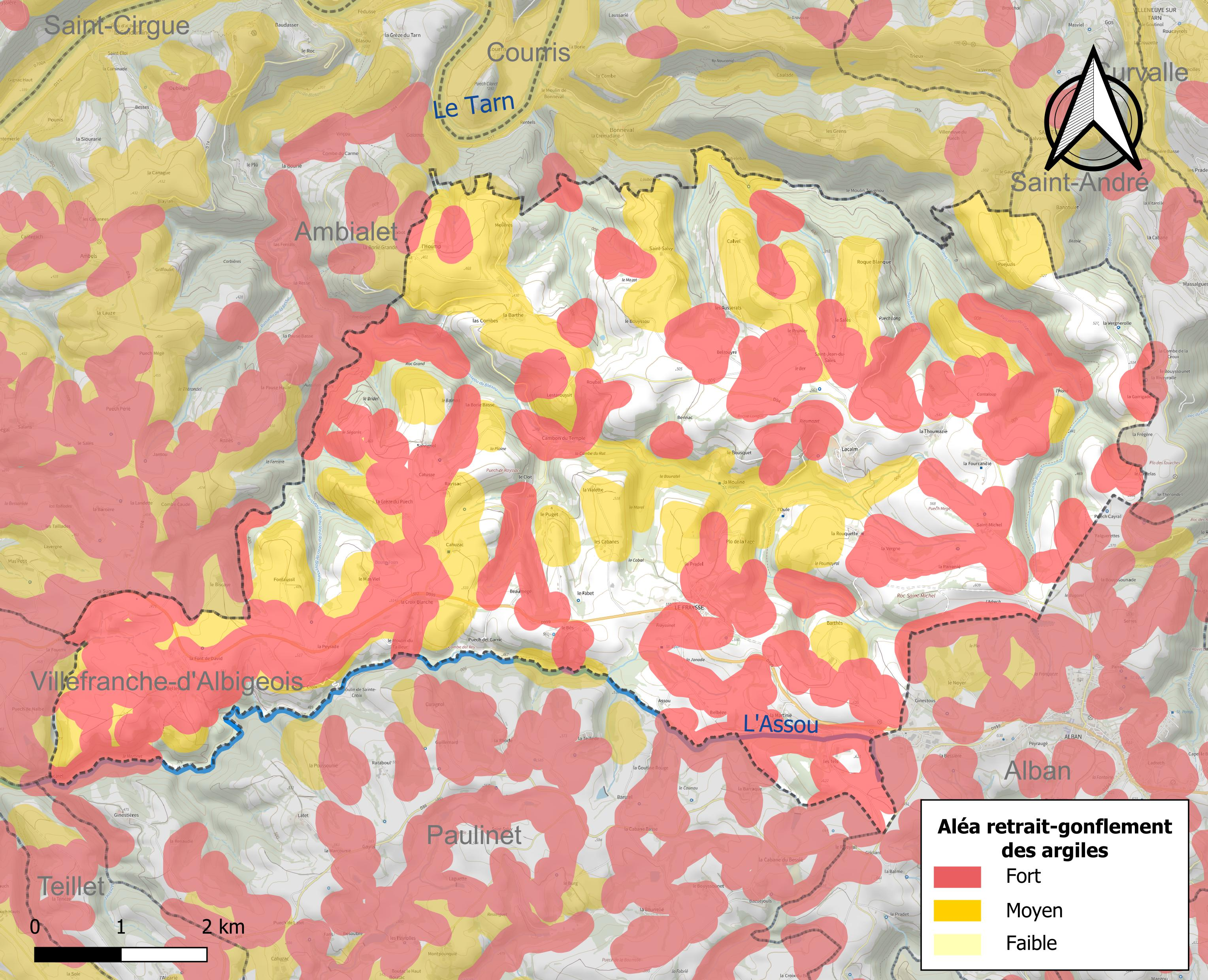
Carte des zones d'aléa retrait-gonflement des sols argileux du Fraysse.

La commune est vulnérable au risque de mouvements de terrains constitué principalement du retrait-gonflement des sols argileux. Cet aléa est susceptible d'engendrer des dommages importants aux bâtiments en cas d’alternance de périodes de sécheresse et de pluie. 65,6 % de la superficie communale est en aléa moyen ou fort (76,3 % au niveau départemental et 48,5 % au niveau national). Sur les 253 bâtiments dénombrés sur la commune en 2019, 181 sont en aléa moyen ou fort, soit 72 %, à comparer aux 90 % au niveau départemental et 54 % au niveau national. Une cartographie de l'exposition du territoire national au retrait gonflement des sols argileux est disponible sur le site du BRGM,.
Par ailleurs, afin de mieux appréhender le risque d’affaissement de terrain, l'inventaire national des cavités souterraines permet de localiser celles situées sur la commune.

#### Risques technologiques
Le risque de transport de matières dangereuses sur la commune est lié à sa traversée par des infrastructures routières ou ferroviaires importantes ou la présence d'une canalisation de transport d'hydrocarbures. Un accident se produisant sur de telles infrastructures est susceptible d’avoir des effets graves sur les biens, les personnes ou l'environnement, selon la nature du matériau transporté. Des dispositions d’urbanisme peuvent être préconisées en conséquence.

#### Risque particulier
Dans plusieurs parties du territoire national, le radon, accumulé dans certains logements ou autres locaux, peut constituer une source significative d’exposition de la population aux rayonnements ionisants. Certaines communes du département sont concernées par le risque radon à un niveau plus ou moins élevé. Selon la classification de 2018, la commune du Fraysse est classée en zone 2, à savoir zone à potentiel radon faible mais sur lesquelles des facteurs géologiques particuliers peuvent faciliter le transfert du radon vers les bâtiments.

## Toponymie
Fraysse : > fráxinus : frêne

## Histoire
La commune du Fraysse existe depuis le 1er janvier 1938. Elle est formée des anciennes paroisses de Saint Louis du Fraysse, Cambon du Temple et Lacalm, détachées de la commune d'Ambialet dont elles faisaient partie depuis la Révolution.

### Les Temples et les Hospitaliers
La Commanderie du Cambon-du-Temple, village de la commune qui fut une commanderie templière puis un membre des Hospitaliers de l'ordre de Saint-Jean de Jérusalem de Rayssac

### Héraldique
| Le Fraysse | Son blasonnement est : Écartelé en sautoir : au premier de gueules au frêne d'or, au deuxième d'or à la croix pattée et fichée de gueules, au troisième d'or à l'église de gueules ouverte du champ, essorée de sable, au quatrième de gueules plain. |

## Politique et administration
| Période                                  | Période  | Identité         | Étiquette | Qualité |
| ---------------------------------------- | -------- | ---------------- | --------- | ------- |
| 1966                                     | 1980     | Gabriel Serin    |           |         |
| 1980                                     | 1994     | André Assié      |           |         |
| 1994                                     | En cours | Jean-Louis Puech |           |         |
| Les données manquantes sont à compléter. |          |                  |           |         |

## Démographie
| 1946 | 1954 | 1962 | 1968 | 1975 | 1982 | 1990 | 1999 | 2005 |
| ---- | ---- | ---- | ---- | ---- | ---- | ---- | ---- | ---- |
| 650  | 655  | 615  | 542  | 449  | 417  | 393  | 372  | 389  |

| 2006 | 2010 | 2015 | 2020 | 2022 | - | - | - | - |
| ---- | ---- | ---- | ---- | ---- | - | - | - | - |
| 391  | 387  | 386  | 419  | 420  | - | - | - | - |

## Économie

### Revenus
En 2018, la commune compte 179 ménages fiscaux, regroupant 411 personnes. La médiane du revenu disponible par unité de consommation est de 19 210 € (20 400 € dans le département).

### Emploi
|                | 2008  | 2013  | 2018  |
| -------------- | ----- | ----- | ----- |
| Commune        | 8,1 % | 8,8 % | 5,1 % |
| Département    | 8,2 % | 9,9 % | 10 %  |
| France entière | 8,3 % | 10 %  | 10 %  |

En 2018, la population âgée de 15 à 64 ans s'élève à 245 personnes, parmi lesquelles on compte 77,7 % d'actifs (72,7 % ayant un emploi et 5,1 % de chômeurs) et 22,3 % d'inactifs,. Depuis 2008, le taux de chômage communal (au sens du recensement) des 15-64 ans est inférieur à celui de la France et du département.
La commune fait partie de la couronne de l'aire d'attraction d'Albi, du fait qu'au moins 15 % des actifs travaillent dans le pôle,. Elle compte 50 emplois en 2018, contre 59 en 2013 et 60 en 2008. Le nombre d'actifs ayant un emploi résidant dans la commune est de 182, soit un indicateur de concentration d'emploi de 27,5 % et un taux d'activité parmi les 15 ans ou plus de 57,8 %.
Sur ces 182 actifs de 15 ans ou plus ayant un emploi, 45 travaillent dans la commune, soit 25 % des habitants. Pour se rendre au travail, 83,2 % des habitants utilisent un véhicule personnel ou de fonction à quatre roues, 0,5 % les transports en commun, 7,3 % s'y rendent en deux-roues, à vélo ou à pied et 8,9 % n'ont pas besoin de transport (travail au domicile).

### Activités hors agriculture
24 établissements sont implantés  au Fraysse au 31 décembre 2019.
Le secteur de l'industrie manufacturière, des industries extractives et autres est prépondérant sur la commune puisqu'il représente 33,3 % du nombre total d'établissements de la commune (8 sur les 24 entreprises implantées  au Le Fraysse), contre 13 % au niveau départemental.

### Agriculture
La commune est dans le Segala, une petite région agricole située dans le nord-est du département du Tarn. C’est la relative pauvreté du sol de cette région où ne poussait jadis que le seigle qui a donné son nom à cette aire géographique. Situé en moyenne altitude, le Ségala s’étend sur des territoires vallonnés et riches en schiste. En 2020, l'orientation technico-économique de l'agriculture  sur la commune est l'élevage d'équidés et/ou d' autres herbivores.
|               | 1988  | 2000  | 2010  | 2020  |
| ------------- | ----- | ----- | ----- | ----- |
| Exploitations | 55    | 37    | 28    | 24    |
| SAU (ha)      | 1 743 | 1 692 | 1 565 | 1 725 |

Le nombre d'exploitations agricoles en activité et ayant leur siège dans la commune est passé de 55 lors du recensement agricole de 1988  à 37 en 2000 puis à 28 en 2010 et enfin à 24 en 2020, soit une baisse de 56 % en 32 ans. Le même mouvement est observé à l'échelle du département qui a perdu pendant cette période 58 % de ses exploitations,. La surface agricole utilisée sur la commune a également diminué, passant de 1743 ha en 1988 à 1725 ha en 2020. Parallèlement la surface agricole utilisée moyenne par exploitation a augmenté, passant de 32 à 72 ha.

## Culture locale et patrimoine

### Lieux et monuments

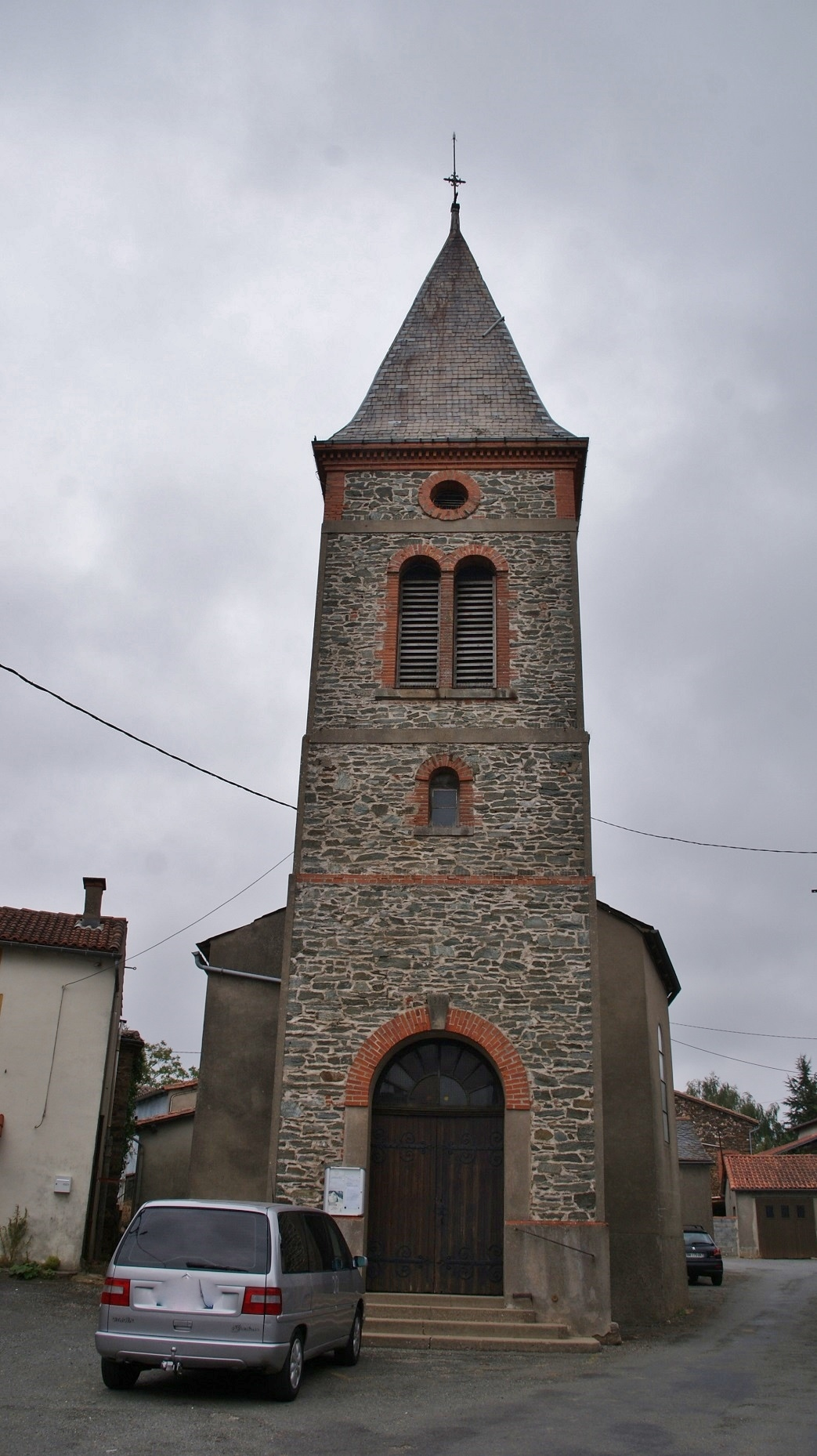
Église Saint-Louis du Fraysse.

- Église paroissiale Saint-Louis du Fraysse.
- Église Saint-Jean de Lacalm.
- Église Saint-Pierre de Cambon-du-Temple.
- Anciennes mines de fer.
- Chapelle classée aux monuments historiques (à Lacalm), pour ses boiseries du sculpteur Pierre Laclau (XIXe siècle).

### Personnalités liées à la commune
- Pierre Azaïs (1812-1889)[35], prêtre, abbé, historien et écrivain, né à Fraysse.

## Vie pratique

### Culture
- Fête du village le 3e dimanche d'août